# Violka chlupatá
Violka chlupatá neboli srstnatá (Viola hirta) je vytrvalá rostlina za květu vysoká kolem 5 cm, po odkvětu však listy dorůstají až 30 cm. Oddenek dlouhý, často vícehlavý, výběžky se nevytváří. Listy v přízemní růžici, lodyha není vyvinuta. Listy o něco delší než širší, srdčité, čepel nesbíhá na řapík (na rozdíl od violky obojetné). Řapík je hustě chlupatý, chlupy rovnovážně odstálé. Na bázi řapíků jsou palisty, které jsou skoro celokrajné nebo jen malinko třásnité, třásně nejsou brvité (na rozdíl od violky chlumní) a u čistého druhu nejsou ani zakončeny rezatou žlázkou (na rozdíl od violky vonné). Kvete v březnu až květnu, květy jsou bledě modrofialové a nevonné. Ostruha je nafialovělá.

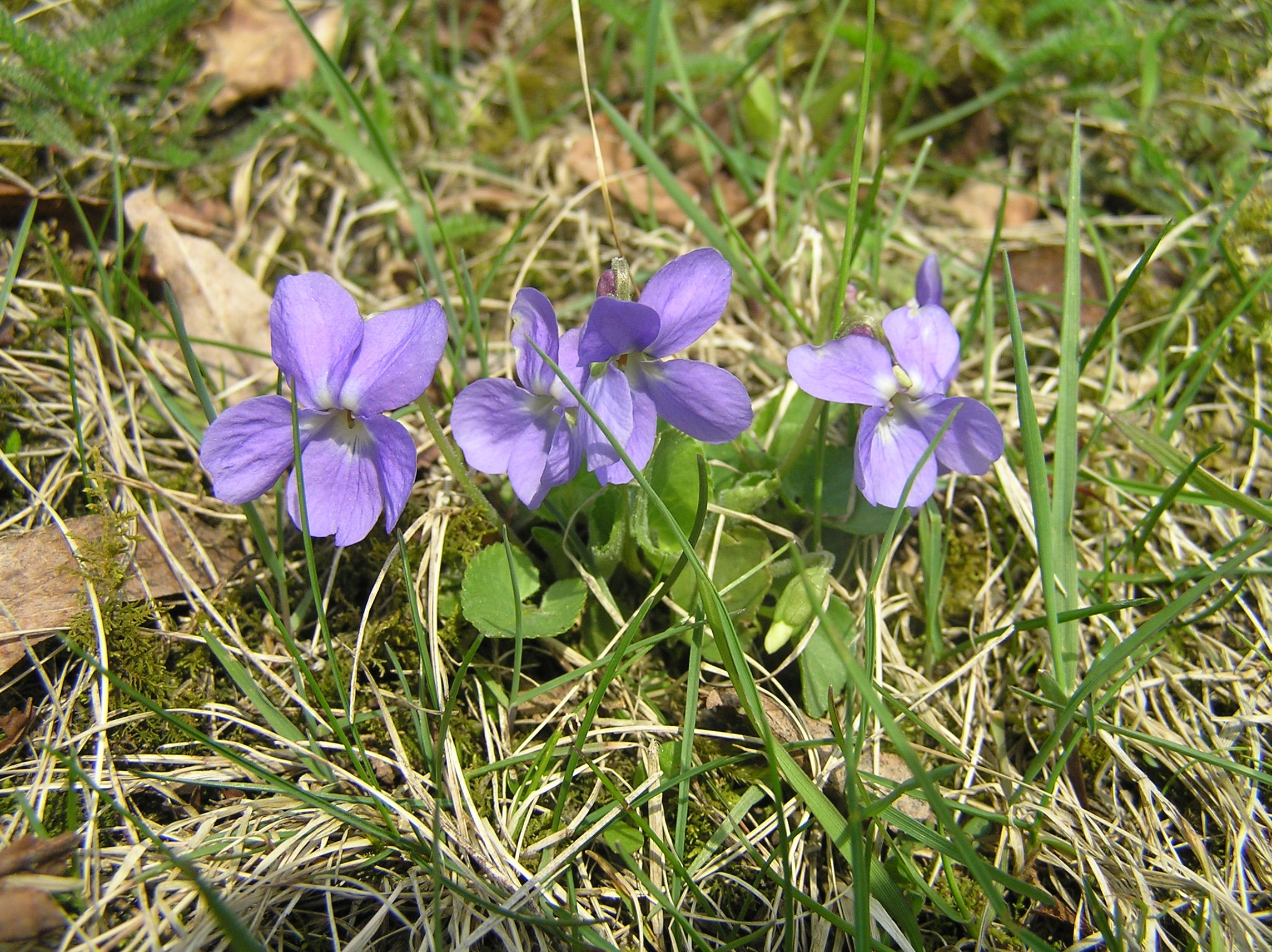
violka chlupatá (Viola hirta)

## Synonyma
- Viola hirsuta Roem. et Schult.
- Viola odorata subsp. hirta (L.) Čelak.
- Viola hirta subsp. brevifimbriata W. Becker
- Viola hirta subsp. longifimbriata W. Becker p.p. max.

## Rozšíření
Violka chlupatá roste po celé Evropě, kromě úplného jihu a severnější Skandinávie. areál sahá na východ až po západní Sibiř, izolovaně na Kavkaze a v Kazachstánu. Mapa viz zde . Je rozšířena po celé České republice, kromě vyšších horských poloh, jen místy je vzácnější, např. na severočeských pískovcích. Roste spíše na bazičtějších substrátech a většinou mírně zastíněných místech mimo les hlavně v suchých trávnících (tř. Festuco-Brometea) či v borových lesích (Dicrano-Pinion).

## Kříženci
Nejčastěji se kříží s violkou vonnou, kříženec se jmenuje Viola × scabra F. Braun a vzniká tam, kde se rodiče dostanou do kontaktu a hojně vytváří hybridní roje. Znaky jsou intermediární mezi oběma druhy. Často se také kříží s violkou chlumní, kříženec se jmenuje Viola x interjecta Borbás in Hallier et Wohlf. Též vytváří hybridní roje.